# Уніря (Бреїла)
Уніря (рум. Unirea) — село у повіті Бреїла в Румунії. Входить до складу комуни Уніря.
Село розташоване на відстані 152 км на північний схід від Бухареста, 22 км на південний захід від Бреїли, 123 км на північний захід від Констанци, 40 км на південний захід від Галаца.

## Населення
За даними перепису населення 2002 року у селі проживали 1179 осіб, з них 1178 осіб (99,9%) румунів. Рідною мовою 1178 осіб (99,9%) назвали румунську.